# New Kids on the Blecch
«New Kids on the Blecch» (рус. Юные таланты) — четырнадцатый эпизод двенадцатого сезона мультсериала «Симпсоны». Впервые вышел в эфир 25 февраля 2001 года.

## Сюжет
В Спрингфилде проводят марафон, в котором участвуют многие жители города, в том числе и Гомер. В забеге обманом побеждает Барт, замаскировавшийся под итальянца при помощи накладных усов. Но во время награждения тайна Барта раскрывается.
Толпа хочет убить мальчика, но его зовёт к себе незнакомец в лимузине. Он не только спасает Барта от неминуемой расправы, но и оказывается музыкальным продюсером Эл Ти Смэшем, который предлагает Барту стать членом нового бойбэнда «Толпа хулиганов». В этой группе уже состоят Нельсон, Милхауз и Ральф. Мальчикам изменяют голос с помощью усилителя, и они начинают отлично петь, тем самым вскоре завоёвывая себе множество поклонников в Спрингфилдской начальной школе. Также юные певцы знакомятся с участниками группы «’N Sync».
Вскоре на одну из песен бойбэнда под названием «Сбрось бомбу» снимают клип (причём режиссурой занимается Энг Ли). В этой песне присутствует странная строчка «ТОЛФ АН ИДИ». Никто не знает, что значит эта фраза, но после её прослушивания многих мужчин Спрингфилда потянуло служить на флот.
Озадаченная этой странностью, Лиза внимательно просматривает клип ещё раз и, перемотав его в обратном порядке, понимает, что фраза «ТОЛФ АН ИДИ» является перевёртышем фразы «ИДИ НА ФЛОТ». Девочка считает, что это правительство тайно внедряет 25-й кадр в песню с целью увеличения количества служащих на флоте. Но вскоре она понимает, что это затея самого продюсера Эл Ти Смэша, который оказывается лейтенантом (ЛТ) Смэшем (L. T. — LT., сокращённо лейтенант). Оказывается, многие известные певцы и группы тайно призывали людей к службе на флоте в своих песнях, и сейчас происходит то же самое.
Лизе удаётся сбежать от Смэша, но ей никто не верит, считая её доводы просто приступами зависти. Но вскоре к Смэшу приходит адмирал флота. Он говорит, что правительство закрывает программу призыва на флот из-за групп, так как об их планах узнал журнал «Безумие» и собирается выпустить разгромную карикатурную статью о «Толпе хулиганов». Поэтому адмирал отключает усилитель звука, и мальчики своими обычными голосами изгоняют всех фанатов.
Разгневавшись, Смэш захватывает корабль и решает взорвать здание журнала «Безумие». Барт, Милхауз, Нельсон и Ральф пытаются остановить безумного лейтенанта, но напрасно, и вскоре небоскрёб разрушается. К счастью, все редакторы выживают, а Смэша арестовывают за его преступления. Он уверен, что спас Барта, Милхауза, Нельсона и Ральфа от позора. Последние были вовсе не против того, чтобы засветиться в любимом юмористическом журнале, и неважно в каком виде.
Завершается эпизод обращением группы «’N Sync» к зрителям. Джастин Тимберлейк и другие участники группы говорят нам, как важен флот, потому что он каждый день спасает их от Годзиллы, пиратов и медуз. Напоследок они советуют отслужить два года на флоте и даже отдают туда Джейси Чейзеса против его воли.